# 刘刚 (管理学家)
刘刚，中国人民大学商学院教授，研究方向为企业战略与文化等，出版《管理学》、《现代竞争战略》等各类书籍50余本，主持多个中国国家级课题，曾获得工业和信息化部国防科学技术进步奖等各类奖项数十项。

## 生平
1993年和1996年，先后取得中国人民大学贸易经济系经济学学士学位、工商管理学院经济学硕士学位。2003年取得中国社会科学院管理学博士学位。
曾在哈佛商学院、歐洲工商管理學院、新加坡国立大学、兰卡斯特大学、德州大学圣安东尼奥分校进修、访学。
1996年至2000年先后在邮电部邮政总局、国家邮政局中邮邮购有限公司工作。2003年至今，在中国人民大学商学院工作。